# Тео ван Гог (кінорежисер)
Теодор («Тео») ван Гог (нід. Theodoor/Theo van Gogh; 23 липня 1957, Гаага — 2 листопада 2004, Амстердам) — голландський кінорежисер, продюсер, колумніст, письменник та актор. Праправнук Тео ван Гога — брата видатного художника Вінсента ван Гога.
Ван Гог працював разом з письменницею Айаан Хірсі Алі над створенням кінофільму «Покірність», який критично розглядав ставлення до жінок в ісламі. 2 листопада 2004 року Тео ван Гога вбив голландський мусульманин марокканського походження Мохаммед Буєрі. Перед смертю кіномитець завершив свій останній фільм «06/05», у якому йшлося про вбивство політика Піма Фортейна.